# Holotrichia carinifrons
Holotrichia carinifrons är en skalbaggsart som beskrevs av Moser 1909. Holotrichia carinifrons ingår i släktet Holotrichia och familjen Melolonthidae. Inga underarter finns listade i Catalogue of Life.